# فيتالي بولات
فيتالي بولات هو لاعب كرة قدم كازاخستاني في مركز الوسط، ولد في 14 سبتمبر 1987 في تيراسبول في مولدوفا. شارك مع منتخب مولدافيا تحت 17 سنة لكرة القدم ومنتخب مولدافيا تحت 19 سنة لكرة القدم ومنتخب مولدوفا تحت 21 سنة لكرة القدم. أما مع النوادي، فقد لعب مع نادي أو إف كيه بيوغراد ونادي تيراسبول ونادي شريف تيراسبول.

## وصلات خارجية
- فيتالي بولات على موقع الاتحاد الأوربي (الإنجليزية)
- فيتالي بولات على موقع قاعدة بيانات كرة القدم.إي يو (الإنجليزية)
- فيتالي بولات على موقع Soccerway.com (الإنجليزية)